# École européenne

Logo des Écoles européennes : Schola Europaea (sic pour Europæa)

Les Écoles européennes (EE) sont des écoles à base intergouvernementale, fondées sur un traité international (la Convention des écoles européennes), ayant pour but principal d'accueillir les enfants des fonctionnaires européens et de leur offrir un enseignement complet (maternelle, primaire, secondaire) dans leur langue maternelle,. Cette formation débouche sur le baccalauréat européen. Il existe treize « Écoles européennes », depuis la sortie du système de l'école de Culham en Grande-Bretagne.

## Définition et admission
Les Écoles européennes sont des écoles aux financements européens au recrutement sélectif, réservé par priorité aux enfants des fonctionnaires européens (personnes travaillant pour les institutions ou organes européens, et de leur offrir un enseignement complet (maternelle, élémentaire, secondaire) dans leur langue maternelle).
Des enfants d’autres institutions intergouvernementales (OTAN...) ou de sociétés privées ayant conclu un accord spécial peuvent aussi être admis. D’autres enfants peuvent être également admis dans la limite des places disponibles, moyennant le paiement de droits de scolarité (minerval).

## Liste des écoles européennes et évolutions
La première école européenne (EE) a été inaugurée à Luxembourg en octobre 1953. Les quatorze autres sont réparties dans sept États membres et accueillent au total environ 20 000 élèves.
Certaines écoles nationales qui dispensent un enseignement de type européen, sont désormais agréées et peuvent présenter leurs étudiants aux épreuves du baccalauréat européen, sous réserve du respect de critères de qualité. On distingue dorénavant :
- Les écoles de type I : les écoles européennes proprement dites.
- Les écoles de type II : écoles nationales agréées par le Conseil supérieur et qui ont pour vocation prioritaire d’accueillir des enfants des personnels des institutions européennes.
- Les écoles de type III : écoles nationales agréées par le Conseil supérieur pouvant accueillir des enfants sans distinction se conformant aux programme des écoles européennes. L'École européenne du Rhein/Main est la première école de type III[6].

### Par pays

#### Type I
- Allemagne
  - Francfort-sur-le-Main
  - Karlsruhe
  - Munich
- Belgique
  - Bruxelles I (Uccle)
  - Bruxelles II (Woluwé)
  - Bruxelles III (Ixelles)
  - Bruxelles IV (Laeken)
  - Bruxelles V (Evere, ouverture après 2022)
  - Mol (Mol)
- Espagne
  - Alicante
- Italie
  - Varèse
- Luxembourg
  - Luxembourg I (Luxembourg-ville Kirchberg)
  - Luxembourg II (Bertrange/Mamer)
- Pays-Bas
  - Bergen
- Royaume-Uni
  - Culham (jusqu'en 2017)

#### Type II
- Estonie
  - Tallinn
- Finlande
  - École européenne d'Helsinki
- France
  - Manosque
  - École européenne de Strasbourg
  - École européenne Lille métropole
  - École européenne Paris La Défense
- Grèce
  - Héraklion (Crète)
- Italie
  - Parme
- Pays-Bas
  - La Haye

#### Type III
- Allemagne
  - École Rhein/Main à Bad Vilbel (près de Francfort-sur-le-Main)
  - European School Saarland à Sarrebruck
- Belgique 
  - École Européenne de Bruxelles-Argenteuil (à Waterloo, au sud de Bruxelles)
- Danemark
  - European School Copenhagen (École européenne de Copenhague / Europaskolen København)
- Irlande
  - Centre for European Schooling (École européenne agréée de Dunshaughlin)
- Luxembourg
  - École internationale Differdange et Esch-sur-Alzette à Differdange et Esch-sur-Alzette
  - École internationale Edward Steichen à Clervaux
  - École internationale Gaston Thorn à Luxembourg
  - École internationale Mersch Anne Beffort à Mersch
  - École internationale Mondorf-les-Bains à Mondorf-les-Bains
  - Lënster Lycée International School à Junglinster
- Royaume-Uni L’école européenne de Culham a cessé ses activités en 2017 car le personnel des institutions européennes détaché au centre de recherche EFDA-JET (European Fusion Development Agreement ou "Accord européen pour le développement de la fusion" - Joint European Torus) a été transféré à Cadarache en 2016. Une école primaire a été mise en place à partir de 2012, Europa School UK qui a repris les classes au fur et à mesure de la fermeture de celles de l'école européenne. C'est une "free school" qui est une structure développée par un trustee de parents de l'école européenne et d'enseignants. Elle a repris l'école européenne dans son entier à sa fermeture en 2017. Suivant le curriculum européen, elle regroupe 2 sections, une française et une allemande. Les enfants passent la moitié de leur temps dans une des deux langues.

### Par chronologie
| École                                             | Pays        | Ouverture                                              |
| ------------------------------------------------- | ----------- | ------------------------------------------------------ |
| Luxembourg I (en) (Kirchberg)                     | Luxembourg  | 1953 (officielle à partir d'avril 1957)                |
| Bruxelles I (Uccle)                               | Belgique    | 1958                                                   |
| Mol                                               | Belgique    | 1960                                                   |
| Varèse (en)                                       | Italie      | 1960                                                   |
| Karlsruhe Europäische Schule Karlsruhe            | Allemagne   | 1962                                                   |
| Bergen (en)                                       | Pays-Bas    | 1963                                                   |
| Bruxelles II (Woluwe-Saint-Lambert)               | Belgique    | 1974                                                   |
| Munich Europäische Schule München (de)            | Allemagne   | 1977                                                   |
| Culham (en)                                       | Royaume-Uni | 1978                                                   |
| Bruxelles III (Ixelles)                           | Belgique    | 1999                                                   |
| Francfort                                         | Allemagne   | 2002                                                   |
| Alicante (en)                                     | Espagne     | 2002                                                   |
| Luxembourg II (en) (Bertrange/Mamer)              | Luxembourg  | 2004 (à Luxembourg-ville Kirchberg jusqu'en août 2012) |
| Bruxelles IV (Laeken)                             | Belgique    | 2007 (à Berkendael jusqu'en aout 2012)                 |
| Helsinki (école associée)                         | Finlande    | 2008                                                   |
| Strasbourg (école associée)                       | France      | 2008                                                   |
| Tallinn                                           | Estonie     | 2013                                                   |
| Lille-Métropole à Marcq-en-Barœul(école associée) | France      | 2019,                                                  |
| Paris La Défense à Courbevoie (école associée)    | France      | 2019                                                   |
| Bruxelles V (Evere)                               | Belgique    | 2021                                                   |

## Enseignement
L’originalité de l’enseignement est fondée sur les principes suivants :
- L’enseignement est fondé sur la langue nationale (section linguistique), du moins où cela est possible en fonction du nombre d’élèves[4]. La seconde langue est choisie parmi les trois langues véhiculaires de l’Union européenne (anglais, allemand, français) dès le début du primaire. Il est par la suite possible d’apprendre une ou deux langues supplémentaires. Les cours des sciences humaines (histoire et géographie) sont, dès la 3e secondaire, donnés dans la seconde langue de l'élève. De même pour l'option économie à partir de la 4e secondaire[4].
- Les élèves suivent un enseignement harmonisé, c’est-à-dire dont les programmes sont identiques pour toutes les sections linguistiques.
- Les élèves sont éduqués dans des écoles qui abritent les différentes sections linguistiques et la mixité culturelle est encouragée. En primaire, un cours spécial dit ‘heures européennes’ rassemble les enfants autour d’un projet commun, toutes nationalités confondues. Dans les cours administrés en langue étrangère, les sections sont mélangées[4].

Les écoles comprennent généralement les 2 dernières années de maternelle, 5 années en primaire et 7 années en secondaire.
Cette formation aboutit à un baccalauréat européen reconnu dans tous les États-membres.

## Gestion et gouvernance
Les écoles sont dirigées par une institution intergouvernementale, le Conseil supérieur, fondé sur un traité international, la Convention des Écoles européennes. Le système est financé par les États membres, par une contribution de la Commission européenne et enfin par le revenu des droits de scolarité prévus par les accords spéciaux ou payés par les enfants admis à titre privé.
Le Conseil supérieur est l'organe de décision des écoles européennes sur les questions pédagogiques, budgétaires et administratives. Il décide de l'orientation et de l'organisation de l'enseignement (des programmes d'études, des horaires, des instructions générales pour choisir des méthodes, des règlements d'examen etc.). Il décide du budget des écoles, sur proposition de chaque Conseil d'administration de chaque école. Le Conseil supérieur se réunit au moins trois fois par an : en octobre, pour les affaires courantes; en janvier, pour toutes les questions pédagogiques (réunion élargie) ; en avril pour le budget et les questions financières. Chaque membre a un vote. Le Conseil supérieur prend généralement ses décisions à l'unanimité.
Composition
- Membres avec droit de vote :
  - Un délégué pour chacun des pays membres (une voix par délégation).
  - Un représentant de la Commission.
  - Un représentant de l'Office européen des brevets (Munich).
- Participants à titre consultatif :
  - Le représentant du Conseil supérieur et son adjoint.
  - Les directeurs des écoles européennes.
  - Deux parents délégués par interparents.
  - Deux enseignants.
  - Deux élèves représentants du Conseil supérieur des élèves.

À la réunion de janvier, assistent également : les inspecteurs des Écoles européennes, deux représentants des parents par association, deux représentants des enseignants par école.
Le Conseil supérieur est assisté par un secrétaire général qui prépare ses décisions et les exécute. Entre les sessions du Conseil supérieur, le secrétaire général le représente, et préside les réunions des conseils d'administration de chaque école européenne.
Les décisions du Conseil supérieur sont d’abord examinées par l’un de ses sous-groupes :
- Le comité administratif et financier
- Les conseils d’inspection
- Les comités pédagogiques

Les associations de parents jouent un rôle particulier dans ces institutions car outre la représentation des intérêts des parents, elles gèrent certains services comme les cantines, les transports scolaires et les activités péri-scolaires. Les associations de parents se regroupent dans une structure commune, interparents, qui délègue ses représentants dans les différents groupes et au Conseil supérieur.
Les enseignants et le personnel administratif, ainsi que les élèves, élisent chaque année leurs délégués pour les représenter au Conseil supérieur et aux comités.

## Budgets et crise du système
Le système des EE scolarisait, en 2008, 21 649 élèves (1993 en maternelle, 8 057 en primaire et 11 599 en secondaire).
Les élèves sont répartis entre 3 catégories :
- Catégorie I soit 69,75 % de la population totale : les enfants des fonctionnaires de l’UE et des personnels des écoles. Ces enfants ont priorité pour leur inscription et le coût de leurs études est presque intégralement supporté par leur employeur.
- Catégorie II soit 6,2 % de la population scolaire totale : Ces élèves sont admis conformément aux conditions prévues dans les accords conclus entre les écoles et certaines organisations et entreprises. En vertu de ceux-ci, une contribution scolaire (« minerval ») est due pour chaque élève ainsi admis, laquelle est équivalente au montant réel de la scolarité à charge du budget de l’école. Compte tenu de la surpopulation des écoles, le Conseil supérieur a décidé de geler la conclusion de nouveaux contrats dans le futur immédiat malgré la demande.
- Catégorie III soit 24,05 %, il s’agit de tout élève qui ne relève d’aucune des deux autres catégories et dont les parents sont soumis au paiement d’une contribution scolaire dont le montant est fixé par le Conseil supérieur. L’accès de ces élèves est soumis à des règles restrictives, et à Bruxelles, est pratiquement impossible en raison de la surpopulation grave des écoles.

Le budget des EE se monte en 2010 à 278 822 444 euros, couvert par les revenus suivants :
- 21,8 % États-membres
- 56,9 % Commission européenne (contribution d’équilibre calculée pour équilibrer le budget)
- 13 % OEB et contrats de catégorie II
- 7 % contribution scolaire des élèves de catégorie III et autres tiers
- 1,3 % autres

Ce budget ne couvre pas les bâtiments et les équipements scolaires, fournis par les États membres aux écoles implantées sur leur territoire, ni les frais d’inspection. Cependant, plusieurs États ne respectent pas pleinement ces Accords de siège (Belgique, Italie notamment) et laissent au budget des EE des dépenses non négligeables.
La contribution des États membres au budget est fournie en nature grâce au détachement d’enseignants titulaires. Plusieurs États (le Royaume-Uni en particulier) ont unilatéralement signifié qu’ils ne respecteraient pas leurs obligations de fourniture d’enseignants, en raison d’une charge selon eux indue créée par le choix de beaucoup de parents de pays de l’ex bloc de l’Est de scolariser leurs enfants en section anglaise, générant ainsi une demande d’enseignants hors de proportion d’avec les enfants de nationalité britannique. Les écoles réagissent en recrutant des chargés de cours, personnel enseignant recruté selon les conditions locales.
D’une manière générale, les États tentent de réduire les coûts d’enseignement, par exemple en supprimant l’exigence d’avoir des enseignants qui soient locuteurs natifs ou en créant des écoles de type II dont l’effet est de ne plus exiger le détachement d’enseignants titulaires.
En raison de l’adhésion rapide de nouveaux pays à l’Union européenne, beaucoup d’enfants ne trouvent pas de section linguistique correspondant à leur langue maternelle, faute d’un nombre suffisant d’enfants pour ouvrir une section. Ces enfants dits ‘sans section linguistique’ ou SWAL, ont malgré tout accès à des cours en leur langue maternelle mais sont inscrits dans l’une des sections existantes dans leur école (section anglaise pour un très fort pourcentage et française en second choix).

## Réforme du système
Le Conseil supérieur a approuvé en mai 2009 les principes d'une profonde réforme des Écoles européennes qui comporte 3 aspects principaux :
- a) Ouverture du système.

Les procédures d'agrément des écoles de type II ont été approuvées ainsi que le mode de calcul du financement communautaire de ces écoles pour la part concernant les enfants de catégorie I qui y sont scolarisés. Il a aussi été décidé de lancer des projets pilotes pour des écoles de type III. Ceci s'accompagne d'une réforme du Baccalauréat européen afin de permettre à ces nouvelles écoles d'y présenter leurs élèves.
- b) Meilleur partage des coûts.

Un mode de calcul indicatif permettra de fixer aux États membres un objectif en termes de détachement des professeurs. La Commission européenne identifiera clairement dans son budget la part de sa contribution qui sera utilisée pour pallier les défaillances des États qui n'atteindraient pas ces objectifs. Les exigences en matière de locuteurs natifs sont assouplies et les Écoles auront une plus grande liberté pour recruter localement des chargés de cours. Par ailleurs, les inspecteurs pourront désormais évaluer la performance de ces chargés de cours qui échappaient à l'inspection.
- c) Réforme de la gouvernance.

Les écoles européennes auront désormais une plus grande autonomie de gestion dans le cadre d'une « feuille de route » (contrat d'objectifs), ce qui renforce le rôle des conseils d'administration des écoles et de leurs directeurs. Un conseil consultatif d'école permettra d'associer à la prise de décision l'ensemble des partenaires, y compris le personnel et les parents d'élève.
Par ailleurs, au niveau central, le Conseil supérieur se déchargera de certaines décisions en déléguant un pouvoir décisionnel accru au Secrétaire général, au comité budgétaire (ex CAF), au comité pédagogique mixte (regroupant les comités primaire et secondaire) et enfin aux conseils d'inspection.
La mise en œuvre de cette réforme sera échelonnée entre 2009 et 2010.

## Fonctionnement des écoles
Chaque école est dirigée par un conseil d’administration. Il se réunit deux fois par an pour préparer le budget de l’École et en contrôler l’exécution.
Composition
- Avec droit de vote :
  - Le représentant du Conseil supérieur, qui préside.
  - Le représentant de la Commission.
  - Le représentant des institutions associées (EUROCONTROL à Bruxelles).
  - Le directeur de l'école.
  - Deux représentants des enseignants (un pour le primaire et un pour le secondaire).
  - Deux représentants des parents (président de l’APEEE et vice-président administratif).
  - Le représentant du personnel administratif et de service de l’école (PAS).
- Participants à titre consultatif :
  - L’adjoint du représentant du Conseil supérieur.
  - Les directeurs adjoints.
  - L’économe de l'école.
  - Les représentants des élèves (pour certaines questions). Ils participent à une réunion dite « restreinte », où il n'est pas question de budget et de ressources humaines.

Nommé par le Conseil supérieur, le directeur de l’école est responsable de l'administration de l'école et de la coordination des programmes d'études en suivant les directives du Conseil supérieur, du comité d'inspection et du conseil d'administration, à la fois pour le primaire et pour le secondaire. Il est assisté par les directeurs adjoints du primaire et du secondaire.
Dans chaque école, des conseils d’éducation élargis du primaire et du secondaire discutent de tout ce qui concerne le fonctionnement journalier de l’école. Leur rôle est consultatif.
Composition :
- Le directeur de l’école.
- Le directeur adjoint de l’école (du primaire ou du secondaire).
- Le conseiller d'éducation principal de l'école (pour le secondaire uniquement)
- Les représentants des enseignants.
- Les représentants des parents.
- Les représentants des élèves (pour le secondaire uniquement).
- Le représentant du personnel administratif et de service de l’école (PAS).

Des conseillers d’éducation supervisent la discipline et la sécurité, dont la gestion des absences. Ils jouent un rôle important dans les relations entre la direction, les élèves, parents et enseignants. Ils s’occupent de l’accueil des enfants, des problèmes individuels ou de classe, du soutien des élèves, etc. Le conseiller d’éducation principal participe au conseil d’éducation du secondaire.
Dans chaque école, des conseils dit « consultatifs » discutent de tout ce qui concerne le fonctionnement journalier de l’école mais qui n'est pas forcément mentionné dans le conseil d'éducation :
- Le directeur de l’école.
- Le directeur adjoint de l’école (du primaire et du secondaire).
- Les représentants des enseignants.
- Les représentants des parents.
- Les représentants des élèves (pour le secondaire uniquement).
- Le représentant du personnel administratif et de service de l’école (PAS).

## Comité des élèves et conseil supérieur des élèves
Chaque École européenne élit un comité des élèves (CE) qui, à son tour, délègue des membres au conseil supérieur des élèves (CoSup), qui les représente auprès des comités globaux du système des Écoles européennes. Le CoSup compte, en 2012, 27 membres qui rapportent leurs délibérations et décisions à chaque CE. Il fut officiellement reconnu par le Conseil supérieur des Écoles européennes le 31 janvier 2006 et son objectif est de représenter les objectifs, idées et points de vue des élèves pour qu’ils soient pris en considération par les organes administratifs du système des Écoles européennes et par le Conseil supérieur. Il s’agit donc d’une expérience de gestion et de politique administrative européenne unique, avec des conséquences sur les politiques et la gestion des Écoles européennes.
Le CoSup appuie les CE individuels dans leurs actions avec pour objectif de favoriser la coopération et l’intégration entre les écoles. Il agit comme lien avec les comités pédagogiques. Il crée et partage aussi des activités communes aux Écoles européennes et organise notamment chaque année dans une école différente une “Europarty” à laquelle peuvent participer les élèves de plus de 16 ans. La fête alimente un Fonds commun auquel cotisent aussi les CE individuels. Il peut, si nécessaire, aider financièrement un CE particulier, en introduisant ainsi une vraie solidarité entre les élèves des Écoles Européennes.

## Succès des étudiants
Elin Ahlstrand (École européenne de Bergen, section anglaise) a été admise en 2012 dans l’équipe nationale hollandaise de natation synchronisée des moins de 18 ans avec laquelle elle a gagné un concours international à Luxembourg en 2012
Tommaso Allan (École européenne de Culham) a été admis dans l’équipe nationale écossaise de rugby des moins de 18 ans en 2011 .
Elias Berglund (École européenne de Mol, section anglaise) a remporté en 2012 le championnat européen des moins de 18 ans de rugby
Alexander Fisch (École européenne de Bruxelles III, section allemande) a remporté les olympiades belges de mathématique en 2012 et en 2010. Toujours en 2012 il a remporté la médaille d'argent dans les olympiades internationales de mathématiques.
Georges Pantalos (École européenne de Bruxelles I, section française) a remporté le 2e prix dans les olympiades belges de mathématique en 2011.
Raffaele Vaccaro (École européenne de Bruxelles I, section italienne) a remporté en 2012 le championnat européen des moins de 18 ans de rugby avec l’équipe nationale belge en tant que capitaine
Benoît Vernier (École européenne de Bruxelles III, section française) a remporté le 3e prix des olympiades belges de mathématique en 2011 et le 4e prix des olympiades belges d’informatique en 2012.
Zelda Féry (École européenne de Bruxelles IV, section française) a remporté le 2e prix des olympiades belges de Biologie en 2018 et a été la 1re belge aux olympiades internationales de Biologie à Téhéran en 2018.

## Anciens élèves connus
- Jonas Bloquet (École européenne de Bruxelle I) est un acteur et réalisateur belge connu pour le rôle principal dans le film "Élève Libre" et comme personnage important dans la série "1899" de Netflix.
- Dick Annegarn (École européenne de Bruxelles I, section néerlando-belge), auteur compositeur hollandais.
- Florence Aubenas (École européenne de Bruxelles I, section française), journaliste française.
- Aldo Baerten (nl) (École européenne de Bruxelles I, section néerlando-belge) est le flûtiste principal de la Philharmonique royale de Flandre. Il est depuis 2005 professeur au Conservatoire royal d’Anvers et donne aussi cours aux Pays-Bas, en France, au Mexique et aux États-Unis. Il a gagné le concours “Maria Canals” à Barcelone en 2001, le Concours international de Vienne en 2004, 1er Lauréat des Concours Quantz, Jeunes Talents, et a reçu les prix “Alex de Vries” et “Caecilia” de la presse musicale belge .
- Ulrich Daldrup (École européenne de Bruxelles I), ancien maire de Aix-la-Chapelle, professeur à la TH Köln, expert en coopération internationale.
- Philippe Daverio (École européenne de Varèse), critique d’art
- Erriquez (it) (pseudonyme de Enrico Greppi) (Écoles européennes de Bruxelles I et de Luxembourg I, section italienne), chanteur et guitariste italien.
- Éric Everard (École européenne de Bruxelles et de Luxembourg I, section franco-belge) entrepreneur belge.
- Karl Falkenberg (École européenne de Bruxelles), directeur général de la direction générale environnement à la Commission européenne en 2009.
- Giovanni Ferrero (École européenne de Bruxelles I, section italienne), administrateur de la société Ferrero.
- Max Gazzè (École européenne de Bruxelles II, section italienne), chanteur et bassiste italien.
- Karin Giegerich (École européenne de Varèse), actrice.
- Florian Henckel von Donnersmarck (École européenne de Bruxelles I, section allemande), réalisateur et scénariste allemand.
- Bas Kast (École européenne de Munich) est un écrivain et journaliste allemand.
- Christian Keysers (École européenne de Munich, section allemande), chercheur spécialisé en neuroscience.
- Boris Johnson (École européenne de Bruxelles I, section anglaise), maire de Londres puis Premier Ministre de Grande-Bretagne.
- Thomas Larkin (École européenne de Varèse), joueur de hockey sur glace de l’équipe nationale italienne.
- Viktor Lazlo (pseudonyme de Sonia Dronier) (École européenne de Mol), chanteuse, actrice et romancière française.
- Antonio Loprieno (École européenne de Bruxelles I, section italienne), recteur de l’université de Bâle.
- Georges Lory (École européenne de Bruxelles I, section française), directeur à Radio France Internationale
- Pierre Lory (École européenne de Bruxelles I, section française), directeur d’étude a l’École pratique des hautes études, section des sciences religieuses en 2012.
- Margaretha de Luxembourg (École européenne de Luxembourg), fille du grand-duc Jean de Luxembourg.
- Enrico Malacarne (École européenne de Varèse) est un joueur de hockey sur glace qui a joué dans l’équipe nationale italienne.
- Laura Marine (École européenne de Bruxelles I, section française), actrice belgo-anglaise.
- Brian Molko (École européenne de Luxembourg), cofondateur du groupe Placebo.
- Marc Oschinsky (Ecole européenne de Bruxelles 1, section franco-belge), journaliste de télévision et presse écrite et auteur belge.
- Pietro Pizzuti (École européenne de Bruxelles I, section italienne), acteur et metteur en scène belge.
- Federico Rampini (École européenne de Bruxelles I, section italienne), journaliste et écrivain italien.
- Marco Rizzo (École européenne de Varèse, section italienne), joueur de hockey sur glace qui a joué dans l’équipe nationale italienne.
- Giorgio Serafini (École européenne de Bruxelles I, section italienne), scénariste et réalisateur italien.
- Emmanuelle Somer (École européenne de Bruxelles I, section franco-belge), hautboïste de jazz franco-néerlandais.
- Derek Toletti (École européenne de Varèse), joueur de hockey sur glace qui a joué dans l’équipe nationale italienne.
- Daniela Vergara (École européenne de Varèse, section italienne), journaliste.
- Ursula von der Leyen (École européenne de Bruxelles I, section allemande), ministre fédérale de la famille dans le Cabinet Merkel I et ministre fédérale du travail dans le Cabinet Merkel II.
- Olivier Willocx (École européenne de Bruxelles I, section franco-belge), administrateur délégué de la Chambre de Commerce de Bruxelles en 2000 et de la Brussels Entreprises Commerce and Industry.
- Diederik Wissels (École européenne de Bruxelles I, section néerlando-belge), pianiste jazz néerlandais.
- Christos Floros (École européenne de Luxembourg I, section grecque), politique luxembourgeois.
- Mathias Olesen (École européenne de Luxembourg II, section danoise), jouer international de football luxo-danois.
- Marta Estevez Garcia (École européenne de Luxembourg I, section espagnole), joueuse internationale de football luxo-espagnole.

## Autres
Certaines écoles, telle l'École européenne de Bruxelles III (Ixelles), organisent une fête annuelle où les classes, les élèves et leurs parents tiennent des stands, organisent une tombola, des concerts et des soirées dansantes. Des équipes sportives s'affrontent durant la journée. Les gains sont reversés à des associations caritatives.
Les Écoles européennes sont par ailleurs bien fournies en matériel et un nombre élevé d'entre elles disposent de grands terrains et de salles de sports, de salles de musique, de bibliothèques, de salles informatiques, de projecteurs.

## Brexit
Dans le cadre du Brexit, le Royaume-Uni devrait quitter la commission.

### Plus d'informations concernant les écoles européennes
- Le site web des Écoles européennes : eursc.eu donne accès aux sites des écoles et à de nombreux documents sur le système des écoles européennes
- Le site web du Groupe unitaire pour le développement des Écoles européennes (GUDEE) : gudee.eu donne accès aux sites des associations de parents. Son site archive de nombreux documents sur le fonctionnement détaillé du système.
- Le site web des Anciens élèves des Écoles européennes : Alumni Europae
- Documentaire dans l'émission Sur les docks sur France Culture[21].

### Sites des écoles européennes
- Bureau du secrétaire général des écoles européennes